# 西寺庄乡
西寺庄乡，是中华人民共和国河北省邯郸市武安市下辖的一个乡镇级行政单位。

## 行政区划
西寺庄乡下辖以下地区：
西寺庄村、井沟村、北庄村、南庄村、中寨村、顿井村、东寺庄村、常寨村、小汪村、贺赵村、南高壁村、东高壁村、北高壁村、集乐村、东梁庄村、西万安村、东万安村、南井村、小保村、中万安村和北梁庄村。